# مارتین‌ماریتا
مارتین‌ماریتا (انگلیسی: Martin Marietta Inc.) شرکت مصالح ساختمانی آمریکایی است، که در سال ۱۹۹۳ تأسیس شد.